# Calendrier maçonnique
Le calendrier maçonnique est la manière particulière utilisée par les francs-maçons pour numéroter les années et désigner les mois.

## Présentation
L'an un du calendrier maçonnique est l’« Année de la Vraie Lumière » — Anno Lucis en latin. Il marque le début de l'« Ère de la Vraie Lumière (VL) ». Avant Anno Lucis apparaissent à partir du XVIIIe siècle sur des documents anglais les termes Anno Masonry, puis Anno Latomorum, Anno Lithotomorum ou Anno Laotomiae (Ère des Tailleurs de pierre). La datation de l’« Année de la Vraie Lumière » se baserait sur les calculs de James Ussher, prélat anglican né en 1580 à Dublin. Il avait élaboré une chronologie débutant avec la création du monde selon la Genèse, qu’il estimait à 4 004 av. J.-C., se basant sur le texte massorétique plutôt que sur la Septante.
Le pasteur Anderson l’a préconisée dans ses  constitutions de 1723 pour affirmer symboliquement l'universalité de la maçonnerie en adoptant une chronologie supposée indépendante des particularismes religieux, à tout le moins dans le contexte britannique de l'époque. La date choisie pour le début de l’ère maçonnique est 4 000 av. J.-C. L’année maçonnique a la même longueur que l’année grégorienne, mais débute le 1er mars,. Le calendrier julien étant encore en vigueur à l'époque de la rédaction des Constitutions d'Anderson, en Angleterre,. Elle prend le millésime de l’année grégorienne en cours, augmenté de 4 000 ;  les mois ne sont désignés que par leur numéro ordinal.
- Exemples :
  - le 28 février 2019 a été : le 28e jour du 12e mois de l’an 6018 de la « Vraie lumière ».
  - le 1er mars 2019 a été : le 1er jour du 1er mois de l’an 6019 de la « Vraie lumière ».

L’année maçonnique comporte deux fêtes : la Saint-Jean d’Été (Jean le Baptiste, fêté le 24 juin) et la Saint-Jean d’Hiver (Jean l'Évangéliste, fêté le 27 décembre), coïncidant symboliquement avec les solstices.
Est appelée « Ère vulgaire » l'expression de la date selon le calendrier habituel. Une date complète s'exprimera de la sorte « 1er jour du 1er mois de l'an 6004 de la Vraie Lumière, 1er mars 2004 ère vulgaire ».
Ce calendrier maçonnique qui ajoute 4000 ans et commence le 1er mars, n'est cependant que le plus simple et le plus fréquemment utilisé. Au fil des siècles et dans les différentes branches de la franc-maçonnerie, il en fut utilisé plusieurs autres, ce qui rend la datation des documents maçonniques parfois délicate.